# Schlacht an der Kalka
Die Schlacht an der Kalka wurde vom 28. bis 31. Mai 1223 zwischen einem mongolischen Heer unter den Feldherren Subutai und Jebe und einer Streitmacht aus Halytsch, Kiew und zahlreichen weiteren Fürstentümern der Rus sowie deren kiptschakischen Verbündeten geschlagen. Die Schlacht, die am Fluss Kalmius (früher Kalka) in der heutigen Ukraine stattfand, endete mit einer schweren Niederlage der Armee der Verbündeten und wird von vielen Historikern als ein Vorspiel der mongolischen Invasion der Rus angesehen.

## Ausgangslage
Im Zuge des Feldzugs gegen das Choresm-Reich und der Verfolgung seines Herrschers war die Streitmacht Jebes und Subutais bis nach Aserbaidschan und Georgien gelangt. Nach Überwindung der Befestigungen von Derbent erreichten die Mongolen schließlich die nordkaukasische Ebene, wo sie 1222 die verbündeten Kaukasier und Kiptschaken besiegten, anschließend plündernd die südrussische Steppe durchzogen und bis auf die Halbinsel Krim gelangten, wo noch in der ersten Jahreshälfte 1223 Soldaia verwüstet wurde. Im Zuge dieser Aktionen ging es den Mongolen auch darum, die von den Russen Polowzer genannten Kiptschaken als vermeintliche Verbündete des soeben besiegten Choresm-Schahs zu strafen.
Kotjan (auch: Kotian oder Köten), der besiegte Herrscher der Kiptschaken, hatte sich währenddessen an seinen Schwiegersohn, Mstislaw von Halytsch, um Hilfe gewandt und dieser hatte dem Hilfsersuchen zusammen mit weiteren Fürsten der Rus, darunter jenen von Kiew und Tschernigow, Folge geleistet. Die Fürsten der Rus ließen die mongolischen Gesandten, welche die Auslieferung der flüchtigen Kiptschaken forderten, die sie nunmehr als mongolische Untertanen ansahen, kurzerhand ermorden und begannen anschließend mit dem Feldzug gegen das mongolische Heer.

## Ablauf
Nachdem das Heer der Verbündeten den Dnepr überquert und mongolische Vorposten besiegt hatte, täuschte deren Hauptheer eine Flucht vor und wurde den Quellen nach neun Tage lang von der Streitmacht der Verbündeten verfolgt. Am Fluss Kalka kam es dann zur Schlacht, wobei die Kiptschaken diese den Quellendarstellungen zufolge schon früh verloren gaben und bei ihrer Flucht im Lager der Rus-Armee, die aufgrund ihrer heterogenen Zusammensetzung militärisch-taktisch nicht aufeinander eingespielt war, für Chaos sorgten. Die Streitmacht der Rus konnte während der nun folgenden Schlacht der eingetretenen Konfusion nicht mehr Herr werden, behinderte sich selbst und wandte sich schließlich ebenfalls zur Flucht, wobei sie von den Mongolen bis an den Dnepr verfolgt wurde. Lediglich Fürst Mstislaw III. von Kiew, der mit seinen Kämpfern auf einem Hügel über der Kalka eine durch Palisaden gesicherte Position bezogen hatte, hielt den Angreifern drei Tage lang stand. Am 31. Mai waren die Kampfhandlungen, die in ein regelrechtes Gemetzel ausgeartet waren, beendet. Unter den zahlreichen getöteten Rus-Kämpfern befanden sich mindestens sechs Fürsten, darunter Mstislaw II. von Tschernigow und sein Sohn. Die in mongolische Gefangenschaft geratenen Fürsten, darunter auch Mstislaw III. von Kiew, wurden von den Mongolen gemäß ihrer Sitte, dass das Blut eines Fürsten nicht in der Erde vergossen werden sollte, wie folgt getötet:

„Sie nahmen aber die Fürsten und erdrückten sie, indem sie sie unter … Bretter legten, selbst aber setzten sie sich oben darauf zum Mittagessen. So endeten jene ihr Leben.“

## Heeresstärken und Verluste
Die Zahlenangaben zu den Truppenstärken sind in der Literatur umstritten, zumal keine Primärquelle dazu genaue Angaben macht. Die meisten Historiker gehen von einer zahlenmäßigen Überlegenheit der Armee der Verbündeten aus, weil es sich bei der auf maximal 30.000 Mann geschätzten Streitmacht der Mongolen lediglich um einen Teil jenes Heers handelte, das gegen den Choresm-Schah ausgesandt worden war. Leo de Hartog schätzt das Heer der Mongolen auf höchstens 20.000 Mann, das der Verbündeten auf etwa 30.000. Der Historiker Richard Gabriel nimmt hingegen 23.000 Mann auf mongolischer und 80.000 auf Seite der Verbündeten an.
Angaben über die Anzahl der Gefallenen liegen für die siegreiche mongolische Seite nicht vor, doch wird allgemein von nur geringen Verlusten der Mongolen ausgegangen. Wie die Quellen übereinstimmend berichten, waren die Verluste der Verbündeten im Vergleich dazu horrend, obgleich die in einer Chronik genannte Zahl von 60.000 Toten mit ziemlicher Sicherheit stark überhöht sein dürfte. Der Wahrheit näher liegt wohl die in der Nestorchronik genannte Zahl von rund 10.000 getöteten Rus-Kriegern, was für mittelalterliche Verhältnisse immer noch eine außergewöhnlich große Anzahl gewesen wäre. Dass die Verluste der Rus-Armee sehr groß waren, ist schließlich auch in der Nowgoroder Chronik vermerkt, wo zu lesen ist, dass nur jeder zehnte Mann wieder nach Hause zurückgekehrt sei.

## Folgen
Nach ihrem Sieg stießen die Mongolen nicht mehr weiter in die Territorien der altrussischen Fürstentümer vor, sondern zogen über die Gebiete nördlich des Kaspischen Meeres und des Aralsees heimwärts. Nach der Überquerung des Syrdarya fanden die Truppen Jebes und Subutais schließlich Ende 1223 oder Anfang 1224 wieder Anschluss an die mongolische Hauptarmee.
Historiker bewerten diesen Vorstoß der Mongolen überwiegend als einen Erkundungs- und Beutefeldzug bzw. als eine gegen die Kiptschaken gerichtete Strafexpedition. Die Schlacht an der Kalka markiert darüber hinaus aber auch das erste Zusammentreffen zwischen einem mongolischen und einem europäischen Heer und gilt als eine Art Vorspiel der bald danach folgenden mongolischen Eroberung der altrussischen Fürstentümer.